# 다니노 사쿠타로
다니노 사쿠타로(일본어: 谷野 作太郎, 1936년 6월 6일 ~ )는 일본의 외교관이다. 1964년 주홍콩 일본총영사관 부영사, 1984년부터 1987년까지 주대한민국 공사, 1995년부터 1998년까지 주인도 특명전권대사, 1998년부터 2001년까지 주중화인민공화국 특명전권대사를 역임했다.

## 인물
도쿄도 출신으로 도쿄 도립 히비야 고등학교를 거쳐 도쿄 대학 법학부에 진학했다. 대학 재학 중이던 1959년에 외교관 채용 시험에 응시하여 합격했고, 이듬해인 1960년에 도쿄 대학을 졸업한 후 외무성에 입성하여 외교관으로서의 활동을 시작했다. 중국어 연수를 받은 ‘차이나 스쿨’ 출신이다.
외무성 아시아국 국장으로 재직하던 시절 ‘캄보디아 평화 프로세스’에 고노 마사하루 남동아시아 제1과장(당시)과 주도적 역할을 했다.

## 에피소드
- 주인도네시아 대사 등을 역임한 야기 마사오는 의붓아버지에 해당된다.
- 후쿠다 야스오와는 초등학교 동창 사이인데 야구할 때 자신은 투수, 후쿠다는 포수로서 배터리를 구성하기도 했다.

## 주요 경력
- 1959년 : 외교관 채용 시험에 합격
- 1960년 : 도쿄 대학 법학부 졸업, 같은 해 외무성에 입성
- 1961년 ~ 1964년 : 중국어 연수
- 1964년 : 주홍콩 일본총영사관 부영사
- 1971년 : 주소련 일본대사관 1등 서기관
- 1973년 : 주중화인민공화국 일본대사관 1등 서기관
- 1975년 : 외무성 아시아국(후에 아시아 대양주국) 남동아시아 제2과장
- 1978년 : 외무성 아시아국 중국과장
- 1980년 : 내각총리대신 비서관
- 1984년 : 주대한민국 일본대사관 공사[1][2]
- 1987년 : 외무성 아시아국 심의관
- 1989년 6월 : 외무성 아시아국장
- 1992년 6월 : 내각관방 내각외정심의실장
- 1995년 9월 : 주인도 특명전권대사
- 1998년 4월 : 주중화인민공화국 특명전권대사
- 2001년 4월 : 정년 퇴임
- 2002년 : 와세다 대학 아시아 태평양 연구과 객원교수

이후 도시바 이사, 일중 우호 회관 부회장, 공익재단법인 국립 교토 국제 회관 이사, 공익재단법인 일본 인도 협회 평의원, 고이즈미 준이치로 총리 태스크 포스 회원 등을 역임.